# Ușă antifoc

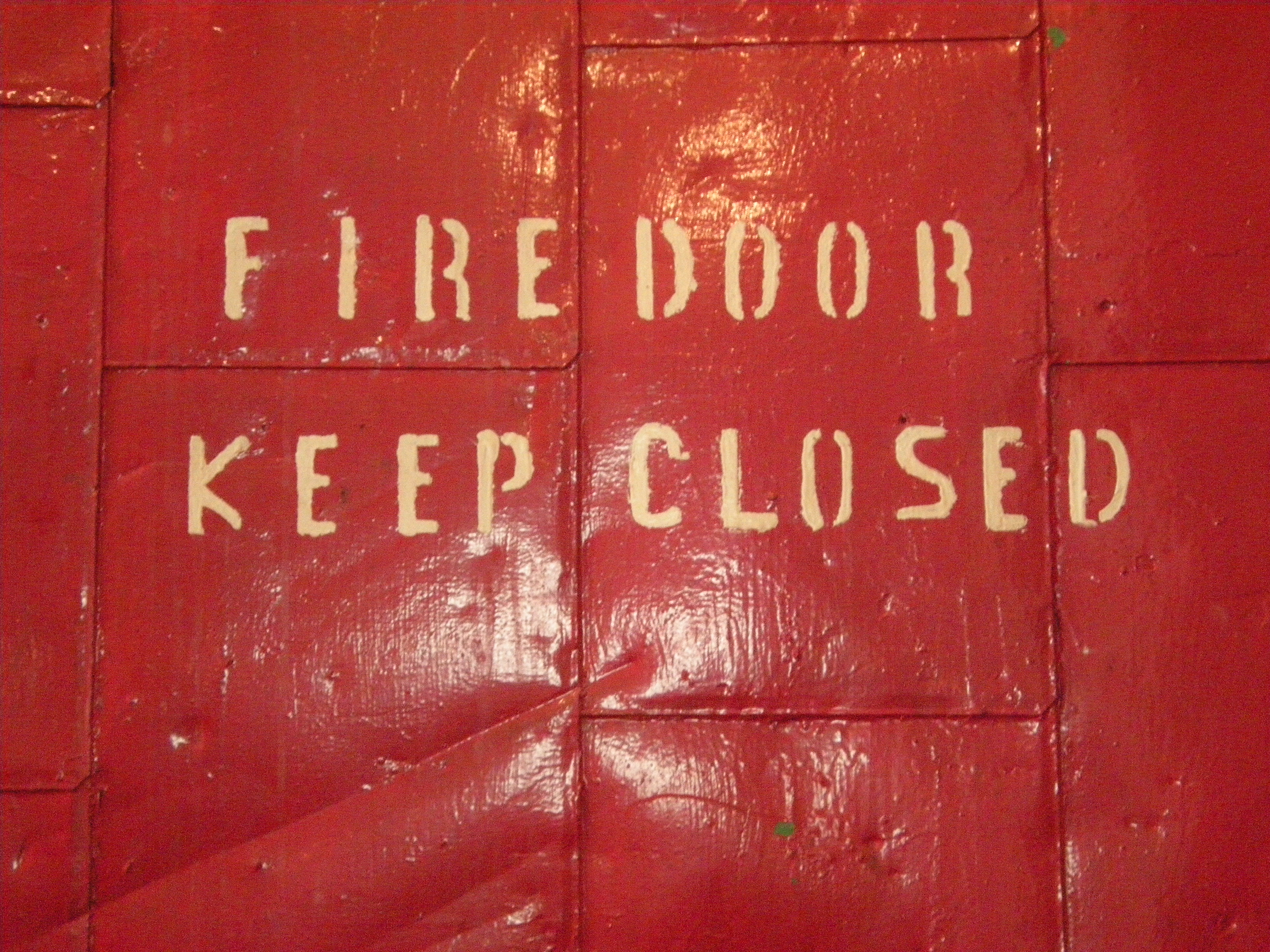
Ușă antifoc dintr-o centrală electrică

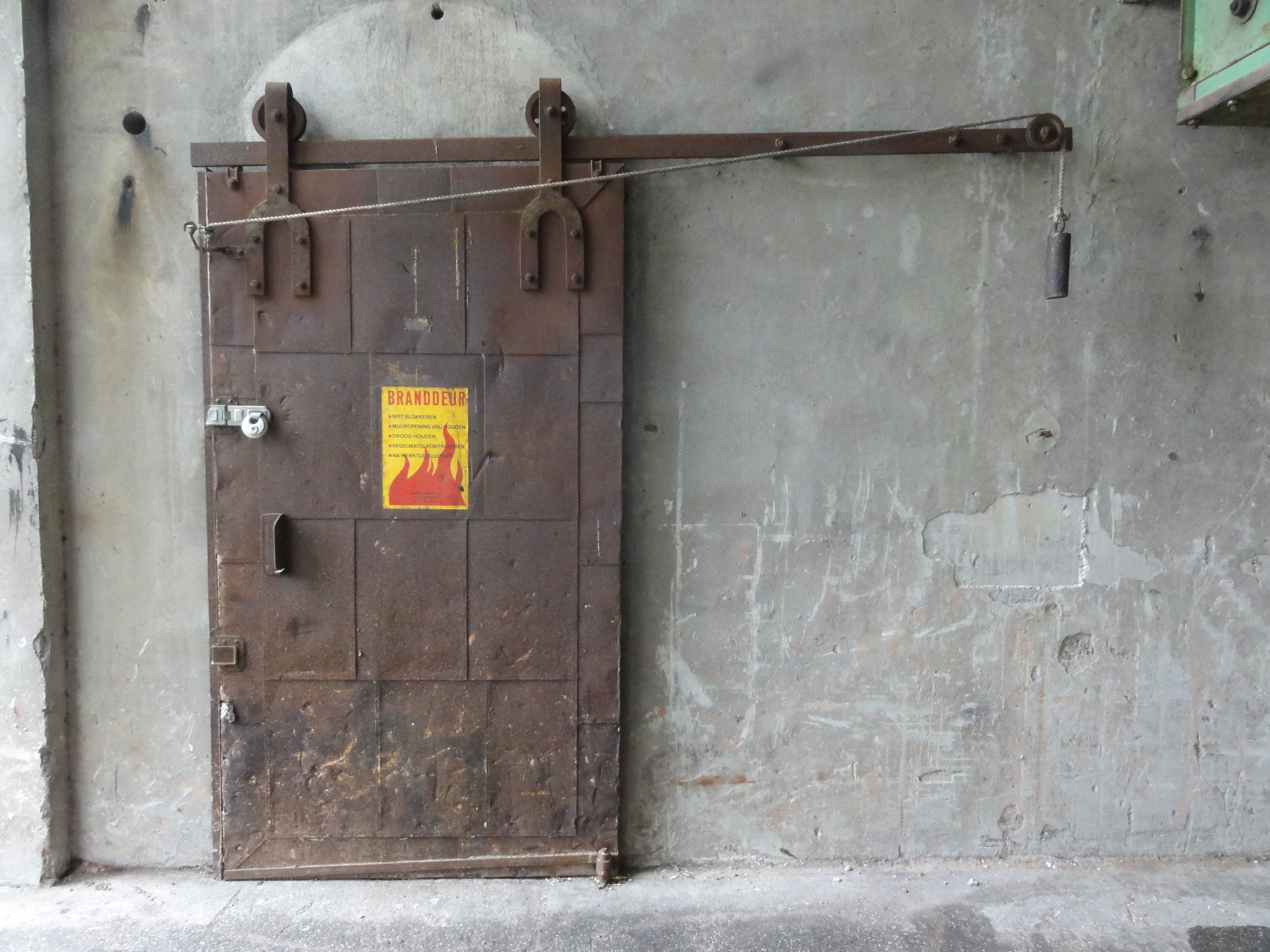
Ușă antifoc metalică

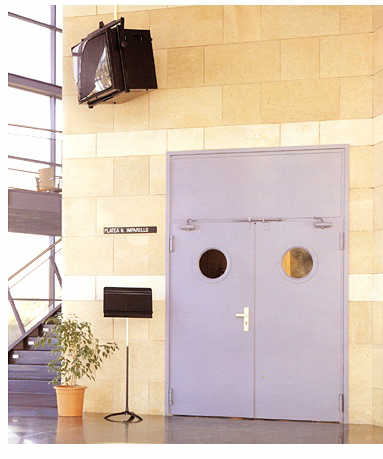
Ușă antifoc dintr-o clădire rezidențială

O ușă antifoc este  un element de închidere al golurilor verticale (destinate circulației) practicate în pereții antifoc. 

## Scop
O asemenea ușă este executată din materiale incombustibile cu o limită minimă de rezistență la foc de 90 de minute. Scopul unei asemenea uși este acela de a nu lăsa incendiul să se extindă dintr-o încăpere în alta, protejând oamenii împotriva răspândirii fumului și gazelor toxice astfel încât aceștia să iasă în condiții de siguranță în exteriorul clădirii.
Echiparea și dotarea  construcțiilor, instalațiilor și amenajărilor cu uși antifoc se face de către proiectanți în conformitate cu prevederile reglementărilor specifice.